# The Gingerdead Man
The Gingerdead Man é um filme de comédia de terror americano, lançado em 2005 e dirigido por Charles Band. Gary Busey interpreta Gingerdead Man, criado a partir de uma fórmula de especiarias, gengibre e as cinzas do falecido assassino em série Millard Findlemeyer, que aterroriza uma pequena padaria da cidade. O filme também é estrelado por Robin Sydney, Jonathan Chase, Alexia Aleman, Margaret Blye, James Snyder e Larry Cedar.
Ele é seguido por Gingerdead Man 2: Passion of the Crust e Gingerdead Man 3: Saturday Night Cleaver. The Gingerdead Man foi lançado em DVD pela Shoot Productions. Gingerdead Man vs. Evil Bong foi lançado em 2013, e foi um crossover com a série de filmes Evil Bong.

## Enredo
Em um lanchonete de Waco, Texas, o louco assassino de Cadillac Jack, Millard Findlemeyer, abre fogo contra a família Leigh, matando Jeremy e James, mas deixando Sarah e sua mãe, Betty, vivas. Findlemeyer é preso e condenado a morrer na cadeira elétrica. Após a execução, Findlemeyer é cremado e suas cinzas são enviadas para sua mãe, uma bruxa que mistura seus restos mortais com um composto de especiarias. Depois disso, a padaria/confeitaria, que era administrada pelos Leighs, entra em crise. 
Sarah e Brick Fields, outro empregado da padaria, encontram uma misteriosa mistura de especiarias de gengibre deixada à sua porta, pela mãe de Findlemeyer. Eles começaram a usar o mix, mas Brick se cortou, fazendo seu sangue se juntar à massa. Sarah permite que ele saia mais cedo, para que ele possa seguir sua carreira de wrestling amador, como The Butcher-Baker, no Wrestlepalooza. Ela faz um grande boneco de gengibre com a massa contaminada e o coloca em um forno industrial para assar. Lorna retorna e planta um rato na padaria, na intenção do departamento de saúde os fechar, mas é descoberto por Sarah. Segue-se uma luta, durante a qual Lorna acerta um interruptor que provoca uma onda de eletricidade no forno onde o homem de gengibre está cozinhando, de forma a "acordá-lo".
Amós Cadbury, o namorado de Lorna, que ficou cansado de esperar do lado de fora, entra em cena. Sara retira o homem de gengibre do forno, no ponto em que o recém-apelidado de "Gingerdead Man" pula, provocando-os. Eles tentam conter o biscoito, colocando-o no congelador, e Sarah tenta chamar a polícia, mas a linha está morta. Lorna chama por seu pai, através do telefone celular, antes da bateria acabar. Betty volta a olhar para o seu stash de álcool, e Julia volta olhando para Betty. Betty perde um dedo e é colocado dentro de um forno, enquanto Julia é nocauteado por uma frigideira, envolto em cobertura, decoração, e no frigorífico.
Amós retorna para seu carro e obtém uma arma. Jimmy Dean chega para pegar Lorna. Enquanto ele investiga Amos do carro, o Gingerdead Man segue Jimmy até o carro e, usando um rolo para operar o acelerador,  mata ele prendendo-o entre o carro e a parede. Amós e Sarah resgatam Julia do congelador. Sarah diz a Amós que ela acha que o assassino — cookie — é Millard. Lorna aguarda do lado de fora por seu pai, mas se depara com o seu corpo deitado sobre o capô do carro. Ela rouba o seu anel e cambaleia de volta para dentro, onde ela acciona um dos maiores problemas que as lojas de uma faca em sua testa, matando-a.
Sarah e Amos encontram Betty e tentam resgatá-la do forno, mas o Gingerdead Man tranca Sarah no forno e derruba Amos com um martelo. Amos se recupera, atira na fechadura da porta do forno e salva Sarah. Brick retorna. O Gingerdead Man pega a pistola de Amos e abre fogo. Julia e Brick conseguem subjugá-lo, e Brick come a cabeça do cookie. Brick é possuído pelo Gingerdead Man. Ele é empurrado para o forno e assado até a morte.
Vários meses depois, Betty, Sarah e Amos estão fazendo uma venda de bolos para levantar dinheiro para o hospital, com uma pequena ajuda de duas enfermeiras. Duas crianças perguntam se têm algum biscoito de gengibre, então uma das enfermeiras diz que uma senhora idosa passou por lá e deixou algumas. A enfermeira abre a caixa, revelando cinco biscoitos de gengibre, que abrem os olhos. Um dos biscoitos de gengibre é comprado por uma mulher, que também compra uma caixa cheia de doces e os envia para sua irmã em Los Angeles.

## Elenco
- Gary Busey como Millard Findlemeyer/Gingerdead Man
- Robin Sydney como Sarah Leigh
- Ryan Locke como Amós Cadbury
- Alexia Aleman como Lorna Dean
- Jonathan Chase como Tijolo Campos
- Margaret Blye como Betty Leigh
- Daniela Melgoza como Julie
- Newell Alexander James Leigh
- James Snyder como Jeremy Leigh
- Larry Cedar como Jimmy Dean
- E. Dee Biddlecome como Millard do Mom
- Debra Mayer como enfermeira #1
- Kaycee Haste como enfermeira #2

## Receção
The Gingerdead Man recebeu geralmente críticas mistas. O filme tem atualmente 60% de aprovação no Rotten Tomatoes.

## Sequências
- 2008: Gingerdead Man 2: Passion of the Crust
- 2011: Gingerdead Man 3: Saturday Night Cleaver

## Quadrinhos
No dia 7 de dezembro de 2015, a Action Lab Comics e a Full Moon Features anunciaram uma nova série de quadrinhos baseada nos filmes clássicos de cult. A primeira edição, The Gingerdead Man: Baking Bad #1, foi escrita por Brockton McKinney (Ehmm Theory , Killer Queen), com arte de Sergio Rios, e covers variantes do criador de Zombie Tramp, Dan Mendoza. A edição #1 de The Gingerdead Man: Baking Bad foi lançado em 3 de fevereiro de 2016.